# Vittabotys mediomaculalis
Vittabotys mediomaculalis là một loài bướm đêm trong họ Crambidae.